# Chlordan
Chlordan ist ein Insektizid aus der Gruppe der Chlorkohlenwasserstoffe, das als Kontaktgift wirkt.
Das Pflanzenschutzmittel wurde 1947 als nicht systemisches (= nicht von der Pflanze aufgenommenes) Kontakt- und Fraßinsektizid in den Markt eingeführt und gilt als das erste Cyclodien-Pestizid in der Landwirtschaft.

## Gewinnung und Darstellung
Technisches Chlordan wird über eine Diels-Alder-Reaktion hergestellt: Hierbei wird Cyclopentadien an Hexachlorcyclopentadien kondensiert. Das dabei entstandene Chlorden wird chloriert, so dass daraus cis- und trans-Chlordan gebildet werden. Durch eine Substituierung mittels Chlor kann Heptachlor aus Chlordan entstehen. Aus weiteren Additionen von Chlor entstehen auch cis- und trans-Nonachlor. Damit ist technisch hergestelltes Chlordan ein Stoffgemisch aus mindestens 50, neueren Untersuchungen zufolge mindestens 147 Bestandteilen, dessen Zusammensetzung je nach Herstellungsverfahren variiert. Zunächst enthielt es 43–75 % cis- und trans-Chlordan und geringere Mengen von Heptachlor, cis- und trans-Nonachlor sowie Chlordene. Verbesserte Herstellungsmöglichkeiten ermöglichten nach 1970 die Herstellung eines reineren Produktes mit einem mindestens 95%igen cis- und trans-Chlordan-Anteil. Vor 1951 enthielt die Mischung zudem größere Anteile an Hexachlorcyclopentadien.

## Verwendung
Chlordan wurde überwiegend für landwirtschaftliche Zwecke, hauptsächlich zur Boden- und Saatgutbehandlung, im Getreide-, Kartoffel- bzw. Gemüseanbau verwendet. Daneben wurde es als Holzschutzmittel gegen Feuerameisen sowie Termiten eingesetzt. Hierbei fand es hauptsächlich in den Vereinigten Staaten von Amerika Verwendung, nach Toxaphen war es das bedeutendste zur Gruppe der Chlorkohlenwasserstoffen gehörende Insektizide zwischen 1976 und 1977.

## Zusammensetzung
Chlordan besteht aus einer komplexen Mischung aus mindestens 147 einzelnen Komponenten, die teilweise optisch aktiv sind. Größtenteils setzt sich die Mischung aus trans-Chlordan, cis-Chlordan sowie ferner aus achiralem trans-Nonachlor und Heptachlor zusammen.

trans-Chlordan (auch als „γ-Chlordan“ bezeichnet)
cis-Chlordan (auch als „α-Chlordan“ bezeichnet)
trans-Nonachlor
(+)-Heptachlor

## Umweltverhalten
Aufgrund seiner Persistenz bleibt Chlordan in der natürlichen Umwelt relativ stabil und kann über große Distanzen verbreitet werden. Mit der Anzahl ihrer Chloratome nimmt die Persistenz von Chlordanverbindungen zu. Da Chlordan und verwandte Verbindungen fettlösliche Eigenschaften aufweisen, wird es in Organismen gespeichert (= sog. Bioakkumulation) und in der Nahrungskette angereichert (= sog. Biomagnifikation). Chlordan wird bei Säugetieren hauptsächlich im Nervensystem und der Leber eingelagert.

## Toxizität
Chlordan weist eine mittlere akute Toxizität auf. Akute Vergiftungen über die Nahrungskette können zu Schädigungen von Leber, Nieren, Herz, Lunge und Darm führen, beim Inhalieren von Stäuben können Entzündungen der Atemwege und der Lunge auftreten. Oxychlordan (ein hauptsächlicher Metabolit von cis- und trans-Chlordan) sowie Nonachlor sind toxischer als cis- und trans-Chlordan. Bei Tierversuchen verursachte Chlordan bei Mäusen – vermutlich über nicht genotoxische Mechanismen – Leberkrebs. Daher wird es von der Internationalen Agentur für Krebsforschung als möglicherweise krebserregend für den Menschen in die Gruppe 2B und in der MAK-Liste unter IIIB eingestuft. Auf Fische wirkt Chlordan bei Exposition über das Wasser mittel- bis hochtoxisch. Derzeit (2008) liegen jedoch keine Untersuchungen zur Toxizität bei Exposition über Fischfutter vor. Legehennen zeigen bei der Gabe von hohen Dosen Chlordan eine verringerte Legeleistung. Bei Hunden wurden im Rahmen von Langzeitstudien ein zulässiger NOAEL-Wert von 0,075 mg/kg Körpergewicht pro Tag (3 mg/kg Futter) in Hinblick auf die Lebertoxizität ermittelt. Für weitere Nutz- oder Heimtierarten liegen derzeit (2008) keine weiteren Studien vor.
Chlordananreicherungen werden – mit Ausnahme von Fischerzeugnissen – nicht häufig in Futtermitteln gefunden. Die bestimmten Konzentrationen liegen im unteren µg/kg-Bereich und somit weit unter den Werten, die bei Hunden nachteilige Wirkungen zeigen. Die Verstoffwechselung und Ausscheidung von Chlordan und verwandten Verbindungen unterscheidet sich bei einzelnen Spezies stark. In tierischen Geweben und Tiererzeugnissen können Rückstände von Chlordanverbindungen als Oxychlordan und trans-Nonachlor nachgewiesen werden. Derzeit nehmen Menschen durchschnittlich wenige ng Chlordan pro kg Körpergewicht pro Tag auf. Dies liegt weit unter der 1995 von der Weltgesundheitsorganisation als vorläufig festgelegte tolerierbare tägliche Aufnahmemenge von 500 ng/kg Körpergewicht. Zu beachten ist, dass Konzentrationen von Chlordan in der Muttermilch meist um den Faktor 10 höher sind als in Kuhmilch.

## Analytischer Nachweis
Der chemisch-analytische Nachweis in Umweltproben, Lebens- und Futtermitteln erfolgt nach geeigneter Probenvorbereitung zur Abtrennung der Matrix und gaschromatographischer Abtrennung von Nebenkomponenten mittels hochauflösender massenspektrometrischer Techniken wie der Flugzeitmassenspektrometrie (Time-Of-Flight-Massenspektrometrie).

## Rechtliche Situation
Aufgrund seiner Toxizität und Persistenz ist die Herstellung, Verkauf und Anwendung von Chlordan seit 1971 in Deutschland, seit 1981 in der Europäischen Union und seit 1988 in den USA verboten; viele Staaten folgten später diesem Beispiel. Heute ist der Einsatz von Chlordan nahezu weltweit verboten. Chlordan fällt unter das Stockholmer Übereinkommen vom 22. Mai 2001 über persistente organische Schadstoffe (POP = persistent organic pollutants) und das Übereinkommen der Wirtschaftskommission für Europa der Vereinten Nationen (UNECE) über die weiträumige grenzüberschreitende Luftverschmutzung mit POP (CLRTAP-POP). Unter diesem „dreckigen Dutzend“ befindet sich auch Chlordan. Am 17. Mai 2004 erlangte das Übereinkommen nach der Ratifizierung durch den 50. Beitrittsstaat globale Rechtsgültigkeit.

## Handelsnamen
Chlordan wurde beispielsweise unter den Handelsnamen Aspon, Belt, CD 68, Chlordan, Chlorindan, Chlor-Kil, Chlorotox, Corodane, Cortilan-neu, Dowchlor, Gold Crest C-100, HCS 3260, Intox, Kilex, Kypchlor, M-140, Niran, Octachlor, Oktaterr, Ortho-Klor, Penticklor, Prentox, Starchlor, Sydane, Synklor, Tat Chlor 4, Termex, Topichlor, Toxichlor, Unexan-Koeder und Velsicol 1068 vertrieben.